# Rythme circadien des araignées
 (décembre 2023).
La mise en forme du texte ne suit pas les recommandations de Wikipédia : il faut le « wikifier ».
Les points d'amélioration suivants sont les cas les plus fréquents :
- Les titres sont pré-formatés par le logiciel. Ils ne sont ni en capitales, ni en gras.
- Le texte ne doit pas être écrit en capitales (les noms de famille non plus), ni en gras, ni en italique, ni en « petit »…
- Le gras n'est utilisé que pour surligner le titre de l'article dans l'introduction, une seule fois.
- L'italique est rarement utilisé : mots en langue étrangère, titres d'œuvres, noms de bateaux, etc.
- Les citations ne sont pas en italique mais en corps de texte normal. Elles sont entourées par des guillemets français : « et ».
- Les listes à puces sont à éviter, des paragraphes rédigés étant largement préférés. Les tableaux sont à réserver à la présentation de données structurées (résultats, etc.).
- Les appels de note de bas de page (petits chiffres en exposant, introduits par l'outil «  Source ») sont à placer entre la fin de phrase et le point final[comme ça].
- Les liens internes (vers d'autres articles de Wikipédia) sont à choisir avec parcimonie. Créez des liens vers des articles approfondissant le sujet. Les termes génériques sans rapport avec le sujet sont à éviter, ainsi que les répétitions de liens vers un même terme.
- Les liens externes sont à placer uniquement dans une section « Liens externes », à la fin de l'article. Ces liens sont à choisir avec parcimonie suivant les règles définies. Si un lien sert de source à l'article, son insertion dans le texte est à faire par les notes de bas de page.
- La présentation des références doit suivre les conventions bibliographiques. Il est recommandé d'utiliser les modèles {{Ouvrage}}, {{Chapitre}}, {{Article}}, {{Lien web}} et/ou {{Bibliographie}}. Le mode d'édition visuel peut mettre en forme automatiquement les références.
- Insérer une infobox (cadre d'informations à droite) n'est pas obligatoire pour parachever la mise en page.

Pour une aide détaillée, merci de consulter Aide:Wikification.
Si vous pensez que ces points ont été résolus, vous pouvez retirer ce bandeau et améliorer la mise en forme d'un autre article.
Le rythme circadien des araignées (araneae) est un rythme d’environ 24 heures incluant des périodes de repos et d’activités observées chez les araignées. Généralement, les araignées sont actives à partir du début de la nuit et inactives durant la journée, avec certaines exceptions dépendamment de l’espèce et de son environnement. L’horloge circadienne permet aux araignées d’anticiper les changements réguliers dans leur environnement plutôt que d’y répondre.
Il a été observé que leur activité locomotrice, le tissage de leurs toiles et certains comportements sociaux sont médiés par leur rythme circadien. La durée de leur rythme circadien endogène est particulière puisqu’elle peut être très variable, même intra spécifiquement. Il peut aussi y avoir un dimorphisme sexuel quant au rythme circadien lui-même.
Les araignées ne semblent pas avoir de rythmes endogènes autres que circadien, tels que les rythmes circumlunaire ou circannuel, probablement à cause de leur espérance de vie courte et de leurs conditions environnementales qui ne sont pas propices à l’établissement de ces rythmes.

## Influence du rythme circadien sur le comportement

### Taux d’activité

#### Araignées nocturnes
La plupart des araignées passent la majeure partie de leur vie active la nuit. En effet, lors des expérimentations sur ces araignées, un pic d’activité 1h après le début du crépuscule suivi d’une diminution d’activité au cours de la nuit ont été observés. En général, on observe deux pics d'activité, le premier en début de soirée, suivi d'un second plus tard dans la nuit, généralement associé à un retour au terrier.
Selon la loi des animaux nocturnes d’Aschoff, les véritables animaux nocturnes gardent leur rythme normal en noirceur constante, mais deviennent arythmiques en situation de lumière constante. Lycosa tarantula suit cette loi, sauf quelques exceptions causées par la mue ou l’âge.
Certaines espèces ne seraient pas uniquement nocturnes et démontrent de faibles quantités d’activité dans la journée.
Les activités nocturnes autres que la locomotion incluent la fabrication de cocons, la reproduction, la ponte d’œuf, le tissage de toile et la mue. Cette dernière se déroule normalement dans des conditions de noirceur puisque la chaleur excessive lors de la journée augmente l’évaporation et diminue ainsi la lubrification nécessaire à la mue. De plus, il pourrait être fatal pour les araignées d’effectuer cette longue activité sous la chaleur du soleil.

### Tissage des toiles
Le tissage de la toile est une activité nocturne pour la majorité des araignées puisqu’elles sont particulièrement vulnérables durant cette action. Généralement, en Amérique et en Océanie, la construction de la toile se fait proche de l’aube, mais avant le lever du soleil. Ce temps précis permet à la toile d’être collante lorsque la densité d'insectes est particulièrement élevée à l'aube. Certaines espèces, comme Eriophora edax, construisent leur toile à la nuit tombée, mangent durant la nuit et démontent leur toile juste avant l’aube pour éviter tout risque de croiser des prédateurs.

### Comportements sociaux

#### «Huddle response»
Les araignées Larnioides cornutus sont des prédateurs nocturnes qui adoptent le « huddle response » en journée pour se protéger de leurs prédateurs quand elles ne se nourrissent pas. Ce mécanisme est un comportement anti-prédateur, contrôlé par l’horloge circadienne. Cette araignée adopte ce comportement majoritairement durant la journée, et dans une moindre mesure la nuit. De plus, les araignées sont plus à risque d’être des proies, pour les oiseaux par exemple, pendant la journée.

## Facteurs qui influencent le rythme circadien

### Taille
La taille des araignées peut influencer leur rythme circadien,.
Dans les forêts de l’Europe centrale, l’activité des communautés d’araignées est diurne autant que nocturne. Par exemple, les grosses araignées (celles de la famille des Lycosidae) sont actives en majeure partie de la journée et les petites araignées (des Linyphiidae) durant la nuit ou à l’aube.
Autour de la rivière Morava, l’activité du patron des communautés est biphasique en ce que le rythme circadien entre les petites araignées et les grandes araignées est différent. Les petites araignées (moins de 5 mm) sont actives à la fin de la nuit avec un pic en début de matinée. A contrario, les araignées plus grosses, représentées par le genre Pardosa, sont plus actives en après-midi. Chez les espèces présentant un dimorphisme sexuel important, les grosses femelles sont actives plus tard en soirée et la nuit, alors que les petits mâles sont actifs de midi jusqu’en fin d’après-midi.
Ces différences de rythmes circadiens selon la taille s’expliquent par plusieurs facteurs. Il s’agit d’un mode de suppression de compétition interspécifique. Par exemple, l’activité en après-midi de Abacoproeces saltuum leur permet de ne pas croiser les araignées plus grosses. Ces différences de cycle circadien permettent aussi la surpression de prédation entre les grosses espèces d’araignées et les petites. En bref, les patrons des niches écologiques sont distribués en partie en fonction du rythme circadien.

### Sexe

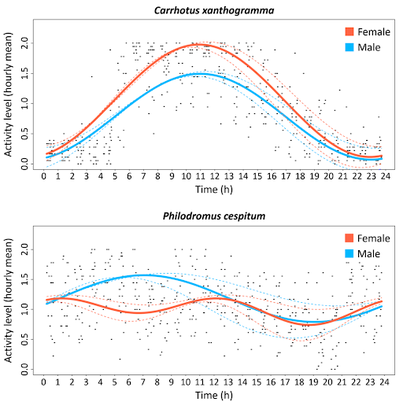
Niveau d’activité moyen en fonction de l’heure chez Carrhotus xanthogramma et Philodromus cespitum. Bien que les femelles de C. xanthogramma soient plus actives que les mâles de cette espèce, les deux sexes présentent un cycle très similaire, ce qui n’est pas le cas chez P. cespitum.

Le dimorphisme sexuel est courant dans l’ordre des araignées. Chez plusieurs espèces, les rythmes circadiens des mâles et des femelles sont similaires,. Toutefois, certaines exceptions sont possibles. Par exemple, les mâles de Philodromus cespitum semblent être plus actifs durant le jour, alors que les femelles préfèrent agir au crépuscule.

## Durée du rythme circadien endogène
Chez la majorité des animaux, le rythme circadien endogène (c’est-à-dire, en absence de stimuli permettant de l’ajuster) a une période d’environ 24 h plus ou moins 2 h, mais jamais précisément 24 h. Toutefois, les araignées sont reconnues pour avoir des rythmes endogènes hors du commun.
Le rythme circadien endogène le plus court observé parmi les animaux se retrouve chez l’araignée Cyclosa turbinata, avec une durée d’environ 19 h.
Plusieurs études ayant tenté de mesurer la durée du rythme circadien endogène de différentes espèces d’araignées ont trouvé une grande variété entre les individus. C’est le cas chez :
- Cyclosa turbinata (15,7 à 27,2 heures)[7];
- Metazygia wittfeldae (18,75 à 23,8 heures)[13];
- Parasteatoda tepidariorum (19,1 à 23,4 heures)[2],[4];
- Anelosimus studiosus (19,9 à 29 heures)[4];
- Latrodectus mactans (20,1 à 30,2 heures)[4].

Cette variété intraspécifique est significativement plus grande que chez d’autres espèces étudiées comme les humains ou les drosophiles, suggérant une faible sélection naturelle sur cet aspect chez les araignées.

## Mécanisme moléculaire
L’horloge moléculaire qui médie le rythme circadien chez les araignées n’a toujours pas été élucidée. Par ailleurs, aucun gène de l’horloge vu chez d’autres organismes n’a été analysé chez l’araignée.